# 비노갤러리아
비노갤러리아는 2023년 6월 설립된 대한민국의 와인 수입 전담 기업이다. 한화갤러리아의 완전자회사이다.

## 같이 보기
- 신세계L&B
- 롯데칠성음료
- 비노에이치
- 금양인터내셔날